# 池田湖

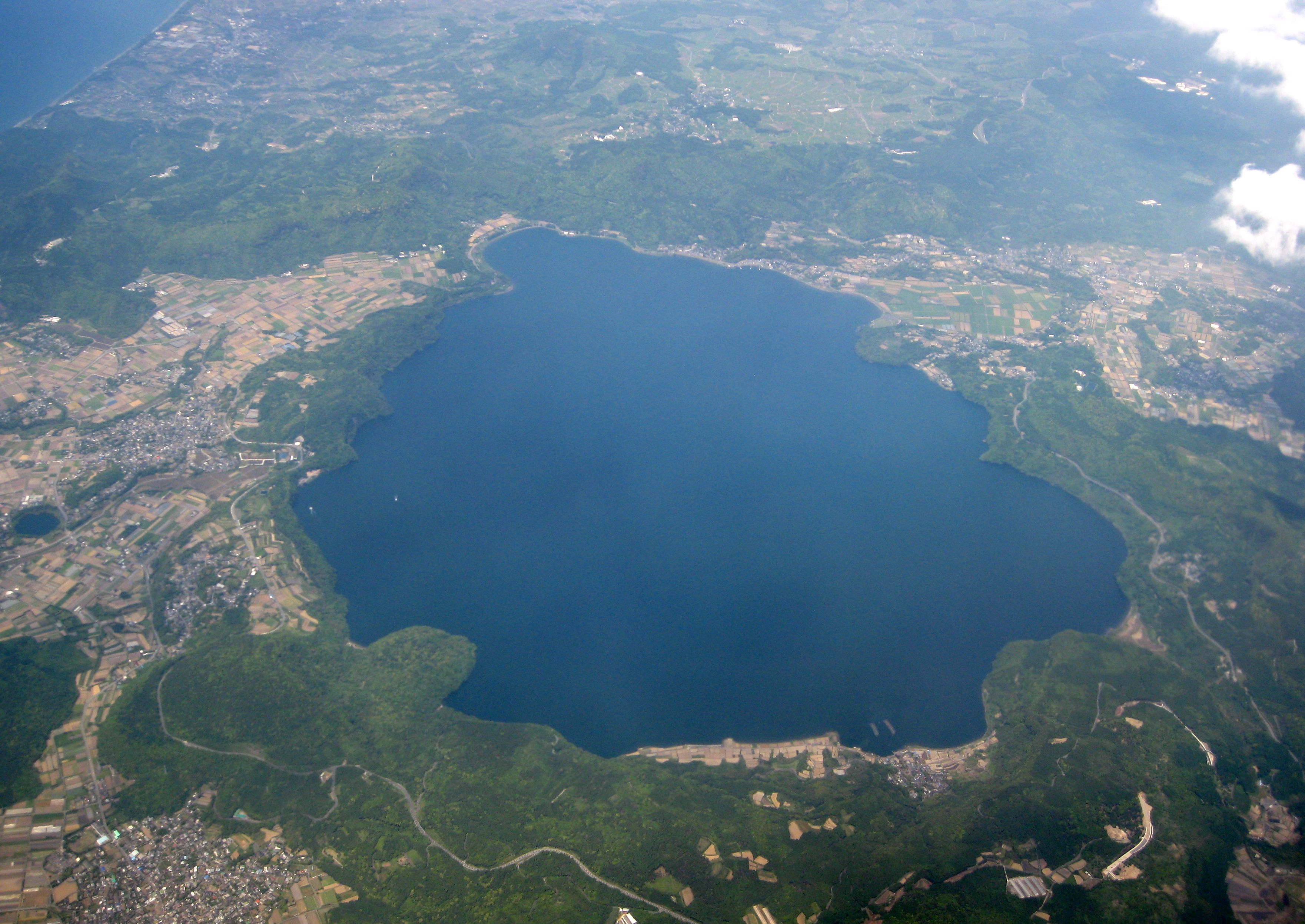
上空から見た池田湖

池田湖（いけだこ）は、鹿児島県の薩摩半島南東部にある直径約3.5 km、周囲約15 kmのカルデラ湖。九州最大の湖である。湖面の標高は66 m、深さは233 mで、最深部は海抜-167 mとなる。湖底には直径約800 m、湖底からの高さ約150 mの湖底火山がある。池田湖を含む窪地地形は池田カルデラと呼ばれている。古くは開聞の御池または神の御池と呼ばれており龍神伝説がある。霧島錦江湾国立公園に指定されている。

## 地質学側面
約6,400年前に現在の池田湖付近から激しい水蒸気噴火が始まり、その後スコリア放出、プリニー式噴火、大規模な火砕流の噴出と続いた。これら一連の噴火で現在の池田カルデラが形成され、カルデラの底に雨水が溜まることによって池田湖が形成された。ほぼ同時期に山川湾、成川盆地、鰻池、池底、松ヶ窪などの地形も形成されており、これらの噴火口群とともに池田山川としてランクCの活火山に分類されている。
開聞岳の噴出と池田湖の陥没が連動して起きたという俗説があるが、地質学的観点では両者の活動時期に1000年以上の時間差があり、池田カルデラの大きさに見合う火山噴出物（池田湖テフラ）が周辺の地層に残されていることなどから、直接的な因果関係はないとされている。

## 自然環境
1929年（昭和4年）の観測では透明度26.8 mと当時世界第7位であったが、その後、生活排水や工業廃水の流入などによって汚染が進み、1983年（昭和58年）には淡水赤潮が発生するに至った。このため、鹿児島県は1983年（昭和58年）3月に池田湖の水質環境の保全を目的に「第1期池田湖水質環境管理計画」を策定し、指宿市、南九州市、関係機関と連携して水質保全対策を推進している。
池田湖は年間を通じて表層の水温が4℃以下にならない、亜熱帯湖又は熱帯湖に属し、特徴として、厳冬には湖水が全層にわたり混合するが、溶存酸素量は飽和に達さない「不完全全循環」、暖冬には一部の湖水のみが混合する「部分循環」が起こることが知られている。湖水の循環は、1986年2月に全層循環が確認されたのを最後に、2011年2月に至るまで部分循環しか確認されていなかった。この期間、底層の無酸素状態が継続し、それに伴う窒素、りん等の溶出・蓄積による底層水の水質悪化が顕在化し、湖底では好気性生物が死滅した。1983年以降、全層循環が確認されたのは、1984年、1986年、2011年、2012年、2018年の5回である。
池田湖はカルデラ湖であり、在来の魚類相は極めて乏しかったと考えられる。しかし、1910年代後半から1980年代に至るまで、コイ・ワカサギ・アユ等の放流事業が行われた結果、これまでに池田湖で生息情報のある魚類はオオウナギ、オイカワ、ゴクラクハゼ等25種（フナ類とヨシノボリ類を除く）にのぼるが、現在の池田湖の魚類相は、ごく一部の魚種を除き、人為的な移入とその後の淘汰によって形成されている。

## イッシー
1961年頃より池田湖には巨大水棲生物が存在していると噂され、ネス湖の未確認生物ネッシーになぞらえて「イッシー」と呼ばれていた。1978年9月3日には指宿市池崎地区の住民約20名によりイッシーが目撃され、全国で報道されたため有名となる。湖に生息する市天然記念物のオオウナギは体長が2 mに達する個体もあり、これが正体ではないかとも言われている。このほか出現時期から、当時池田湖に放流された大型魚ハクレンの魚群の誤認ではないかとする説もあるが、イッシーの正体は今も不明のままである。